# Christian Higer
Christian Higer (geboren am 9. Juni 1966 in Salzburg) ist ein österreichischer Schauspieler.

## Leben
Christian Higer studierte von 1985 bis 1989 Rechtswissenschaften in Salzburg. Im Anschluss ging er ans Konservatorium nach Wien und schloss 1992 seine Schauspielausbildung ab. Sein Debüt gab er 1992 als Ferdinand in Kabale und Liebe am Landestheater Memmingen. An diesem Theater war er bis 1994 engagiert. Danach folgten Engagements am Landestheater Linz, im Stadttheater Konstanz, in Würzburg, Düsseldorf, am Schlosstheater Moers, in Dortmund, München, Wien und am Theater Hagen. 2013 spielte er in Ein Sommernachtstraum bei den Salzburger Festspielen, von 2013 bis 2014 war er am Pfalztheater Kaiserslautern und von 2013 bis 2016 am Staatstheater Saarbrücken. Seit 2017 ist er wieder als festes Ensemblemitglied am Landestheater Linz engagiert.

## Rollen (Auswahl)
- Ferdinand in Kabale und Liebe, Landestheater Memmingen 1992
- Romeo in Romeo und Julia, Landestheater Linz 1995
- Clavigo in Clavigo, Landestheater Linz 1996
- Peer Gynt in Peer Gynt, Landestheater Linz 1998
- Kasimir in Kasimir und Karoline, Landestheater Linz 1999
- Orest in Orestie, Theater Konstanz 2001
- Mortimer in Arsen und Spitzenhäubchen, Theater Konstanz 2005
- Alfons Klostermeier in Glaube Liebe Hoffnung, Mainfranken Theater Würzburg 2006
- Truffaldino in Diener zweier Herren, Mainfranken Theater Würzburg
- Macheath in Die Dreigroschenoper, Theater Hagen 2013
- Egeus, alte Elfe in Ein Sommernachtstraum, Salzburger Festspiele 2013
- Scrooge in Eine Weihnachtsgeschichte, Saarländisches Staatstheater 2014
- Wladimir in Warten auf Godot, Saarländisches Staatstheater 2015
- Boanlkramer in Der Brandner Kaspar und das ewig’ Leben, Landestheater Linz 2018

## Film- und Fernsehrollen
- L’École du diable, 2005
- Tatort Saarbrücken: Weihnachtsgeld, 2014

## Hörbücher und Hörspiele
- Als hätte die Stille Türen, 2006 (Roman von Urs Faes)
- Ickelsamers Alphabet, 2014 (ARD - Hörspiel des Jahres 2014 und Hörspielpreis der Kriegsblinden 2015)

## Auszeichnungen
- 1994: Publikumspreis der Bayerischen Theatertage für Voll auf der Rolle (Leonie Ossowski)
- 1994: Ensemblepreis der Bayerischen Theatertage für Nathan der Weise (Gotthold Ephraim Lessing)
- 2006: Preis für den besten Darsteller der Bayerischen Theatertage für den Soloabend Häuptling Abendwind oder Das gräuliche Festmahl (Johann Nestroy)
- 2022: Nominiert für die beste Nebenrolle beim Nestroy-Theaterpreis als Oberst Schröder in Die Abenteuer des braven Soldaten Schwejk (Jaroslav Hašek).